# Icicle
Icicle ou le Glaçon est le nom de plusieurs super-vilains appartenant à l'univers de DC Comics. Créé par le scénariste Robert Kanigher et le dessinateur Irwin Hasen, Joar Mahkent, le premier Icicle, apparaît pour la première fois dans le comic book All-American Comics de 1947.

## Joar Mahkent

### Biographie du personnage
Il est membre de la Injustice Society of the World.

### Capacités et équipement
Joar Mahkent emploie un pistolet capable de générer de la glace. Avec ce dernier, il est capable d'envoyer des décharges glaçantes et de créer des murs de glace.

## Cameron Mahkent

### Biographie du personnage
Il est membre de la Injustice Unlimited.

### Pouvoirs et capacités
Cameron Mahkent peut générer de lui-même de la glace. Avec ses pouvoirs, il peut réaliser les mêmes actions que le pistolet de son père.

## Adaptations à d'autres médias
- Dans la série télévisée Smallville, Icicle apparaît dans la saison 9 dans le double épisode Absolute Justice
- Dans la série télévisée The Flash, Icicle apparaît dans la saison 5 (le père de Caitlin Snow).
- Dans La Ligue des justiciers : Le Paradoxe Flashpoint, c'est un homologue gentil de « l'équipage du Ravager ».
- Dans la série télévisée Stargirl, Icicle figure dans la première saison en tant qu'antagoniste principal.